# جينيفر دانيال
جينيفر دانيال (بالإنجليزية: Jennifer Daniel)‏ هي ممثلة بريطانية، ولدت في 23 مايو 1936 في المملكة المتحدة، وتوفيت بنفس المكان في 16 أغسطس 2017 بسبب مرض.

## وصلات خارجية
- جينيفر دانيال على موقع IMDb (الإنجليزية)
- جينيفر دانيال على موقع قاعدة بيانات الفيلم (الإنجليزية)